# Jean-Baptiste-Pierre Bevière
Jean-Baptiste-Pierre Bevière (1723-1807) és conegut per haver redactat el jurament del Joc de Pilota durant la Revolució Francesa. Constituent durant l'Imperi, es troba enterrat al Panteó de París.